# Черчилль, Рэндольф (1911)
Рэндольф Фредерик Эдвард Спенсер-Черчилль (англ. Randolph Frederick Edward Spencer-Churchill; 28 мая 1911, Лондон — 6 июня 1968, Ист-Бергхолт) — британский государственный деятель, единственный сын премьер-министра Великобритании Уинстона Черчилля и Клементины Хозьер, дочери Генри Монтегю Хозьера. Депутат-консерватор от Престона в Палате общин (1940—1945).

## Биография

### Ранняя биография
Родился 28 мая 1911 года в Лондоне. Получил образование в Итонском колледже и колледже Крайст-Чёрч в Оксфорде. В 1939 году получил чин майора 4-го её королевского величества гусарского полка.

### В годы Второй мировой войны
Во время Второй мировой войны Черчилль служил в 4-м королевском гусарском полку, где раньше служил его отец. Позднее был в Особой воздушной службе и вместе с Дэвидом Стирлингом он несколько раз отправлялся в тыл врага, в Ливийскую пустыню.
В 1944 году майор Р. Черчилль вместе со своим другом Ивлином Во были отправлены со специальной миссией в Югославию. Там они чудом избежали немецкого плена и смогли добраться до партизанского штаба Тито, где пережили нападение немецкого десанта. В рядах югославских партизан под руководством Тито провели несколько месяцев. Вернувшись, при помощи советского разведчика К. К. Квашнина, в Лондон, представили доклад, где сообщили о преследовании отрядами Тито духовенства. Британский министр иностранных дел Энтони Иден, не желавший портить отношения с Тито и стремившийся сохранить британское влияние в Югославии, замял этот дипломатический конфуз. За эту миссию майор Рэндольф Черчилль получил Орден Британской Империи.

### Политическая карьера
Рэндольф Черчилль пытался продолжить семейные традиции в политике, но не сделал такой карьеры, как отец и дед. В 1940 году он выиграл дополнительные выборы в Палату общин Великобритании в округе Престон, заседал до 1945 года. После войны потерял место в парламенте и, несмотря на многочисленные попытки, не смог избраться вновь.

### Портрет
Рэндольф Черчилль часто изображается как «паршивая овца» в семье Черчиллей — избалованный отцом, раздражительный, взрывной, со склонностью к злоупотреблению алкоголем.

### Литературные труды
Унаследовал от отца литературный талант. В числе его произведений «Шестидневная война» (англ. The Six Days War, 1960—1968), «Величие и падение сэра Энтони Идена» (The Rise and Fall of Sir Anthony Eden), «Лорд Дерби, король Ланкашира» (Lord Derby: King of Lancashire), «Борьба за лидерство в партии тори» (The Fight for the Tory Leadership).
В 1966 году приступил к написанию официальной биографии отца, который умер годом ранее. Успел написать только два тома. Работу закончил после его смерти историк сэр Мартин Гилберт (1936—2015).
Когда королева Елизавета II в 1955 году предложила присвоить Уинстону Черчиллю почётный титул «герцога Лондонского», именно Рэндольф убедил отца отказаться. Уинстон Черчилль сказал, что хочет войти в историю под своим именем.

### Смерть
6 июня 1968 года 57-летний Рэндольф Черчилль умер от сердечного приступа в своём доме Стор-хаус в Ист-Бергхолт (графство Суффолк). Он похоронен вместе с родителями и сёстрами в церкви Сент-Мартина в Блейдоне, в окрестностях Вудстока, графство Оксфордшир.

## Браки и дети
Был дважды женат.

### Первый брак
В первый раз женился 4 октября 1939 года на известной светской львице Памеле Берилл Дигби (20 марта 1920 — 5 февраля 1997), старшей дочери Эдуарда Дигби, 11-го барона Дигби (1894—1964) и Констанс Брюс, дочери 2-го барона Абердэр. Брак закончился разводом в 1946 году.
У супругов родился единственный сын
Уинстон Спенсер Черчилль (10 октября 1940 — 2 марта 2010), политик и депутат.

### Второй брак
Во второй раз 2 ноября 1948 года Рэндольф Черчилль женился на Джун Осборн (умерла в 1980), дочери полковника Рекса Гамильтона Осборна.
У супругов родилась единственная дочь
Арабелла Спенсер Черчилль (30 октября 1949 — 20 декабря 2007), основатель и руководитель фонда «Дети мира».
Арабелла была женой Джейка Бартона с 1972 года. В браке родились дети Николас Джейк (1973), Айэна Маклеода (1988) и Джессика (1988).
На протяжении последних двадцати лет своей жизни у Рэндольфа был роман с Натали Беван, женой Бобби Бевана.